# Flashpoint (альбом)
| Оценки критиков | Оценки критиков |
| Источник        | Оценка          |
| --------------- | --------------- |
| Allmusic        | ссылка          |
| Rolling Stone   | ссылка          |

Flashpoint — концертный альбом британской рок-группы The Rolling Stones, выпущенный 8 апреля 1991 года. Диск был записан в течение 1989 и 1990 годов, во время турне Steel Wheels/Urban Jungle Tour. Это был первый концертный альбом группы со времён Still Life (концерта в Америке 1981 года). Также он был первым альбомом „Роллингов“ где применялась бинауральная запись, создающая эффект объёмного звучания с помощью двух стереофонических динамиков. Благодаря этому эффекту возникало ощущение, что аудитория концерта находится позади слушателя. Вступительный трек (интро) был взят из альбома Get Yer Ya-Ya's Out!, где один из зрителей настойчиво кричит: «„Paint It, Black“, „Paint It, Black“, ах ты чертяга!». Две студийные песни включённые в Flashpoint, «Highwire» и «Sex Drive», стали последними записями „Роллингов“, в работе над которыми принимал участие Билл Уаймен — один из основателей группы — так как он покинул коллектив вскоре после релиза альбома.

## Список композиций
Все песни написаны Миком Джаггером и Китом Ричардсом, за исключением отмеченных.

### Компакт-диск
1. «(Intro) Continental Drift» — 0:26
2. «Start Me Up» — 3:54 (26 ноября 1989; Death Valley Stadium; Клемсон, Южная Каролина)
3. «Sad Sad Sad» — 3:33 (19 декабря 1989; Atlantic City Convention Center; Атлантик-Сити, Нью-Джерси)
4. «Miss You» — 5:55 (25 ноября 1989; Gator Bowl; Джэксонвилл, Флорида)
5. «Rock and a Hard Place» — 4:52 (25 ноября 1989; Gator Bowl; Джэксонвилл, Флорида)
6. «Ruby Tuesday» — 3:33 (27 февраля 1990; Korakuen Dome; Токио, Япония)
7. «You Can't Always Get What You Want» — 7:26 (25 ноября 1989; Gator Bowl; Джэксонвилл, Флорида)
8. «Factory Girl» — 2:47 (6 июля 1990; Wembley Stadium; Лондон, Англия)
9. «Can’t Be Seen» — 4:17 (26 ноября 1989; Death Valley Stadium; Клемсон, Южная Каролина)
10. «Little Red Rooster» (Вилли Диксон) — 5:15 (19 декабря 1989; Atlantic City Convention Center; Атлантик-Сити, Нью-Джерси)
11. «Paint It, Black» — 4:02 (13 июня 1990; Olympic Stadium; Барселона, Испания)
12. «Sympathy for the Devil» — 5:35 (26 февраля 1990; Korakuen Dome; Токио, Япония)
13. «Brown Sugar» — 4:06 (28 июля 1990; Stadio Delle Alpi; Турин, Италия)
14. «Jumpin' Jack Flash» — 5:00 (27 февраля 1990; Korakuen Dome; Токио, Япония)
15. «(I Can't Get No) Satisfaction» — 6:09 (26 ноября 1989; Death Valley Stadium; Клемсон, Южная Каролина)
16. «Highwire» — 4:44
17. «Sex Drive» — 5:07

### Грампластинка
Первая сторона
1. (Intro) «Continental Drift» — 0:29
2. «Start Me Up» — 3:54
3. «Sad Sad Sad» — 3:33
4. «Miss You» — 5:55
5. «Ruby Tuesday» — 3:34
6. «You Can’t Always Get What You Want» — 7:26
7. «Factory Girl» — 2:48
8. «Little Red Rooster» (Вилли Диксон) — 5:15

Вторая сторона
1. «Paint It, Black» — 4:02
2. «Sympathy for the Devil» — 5:35
3. «Brown Sugar» — 4:10
4. «Jumpin' Jack Flash» — 5:00
5. «(I Can’t Get No) Satisfaction» — 6:08
6. «Highwire» — 4:46
7. «Sex Drive» — 4:28

- Композиции «Rock and a Hard Place» и «Can’t Be Seen», не вошли в издание на виниле.

## Участники записи
The Rolling Stones
- Мик Джаггер — лид-вокал, гитара, губная гармоника
- Кит Ричардс — вокал, гитара
- Ронни Вуд — гитара
- Чарли Уоттс — ударные
- Билл Уаймен — бас-гитара

Приглашённые музыканты
- Мэтт Клиффорд — клавишные, валторна
- Чак Ливелл[англ.] — клавишные[1]
- Бобби Киз — саксофон
- The Uptown Horns: Arno Hecht, Paul Litteral, Bob Funk, Crispen Cloe — духовые инструменты
- The Kick Horns — духовые инструменты на «Rock and a Hard Place»
- Эрик Клэптон — гитара на «Little Red Rooster»
- Бернард Фаулер[англ.] — бэк-вокал
- Лиза Фишер — бэк-вокал
- Cindy Mizelle — бэк-уокал
- Кэти Киссон[англ.] — бэк-вокал на «Sex Drive»
- Тесса Найлз[англ.] — бэк-вокал на «Sex Drive»

Технический персонал
- Боб Клирмаунтин[англ.], David Hewett — концертная запись
- Крис Поттер[англ.] - микширование
- Крис Кимзи, Марк Стент — микширование студийных треков
- Марк Стент — звукоинженер
- Garry Mouat и David Crow — художественное оформление и дизайн обложки

## Хит-парады
Альбом
| Год  | Чарт                 | Высшая позиция |
| ---- | -------------------- | -------------- |
| 1991 | UK Top 75 Albums     | 6              |
| 1991 | Billboard Pop Albums | 16             |

Синглы
| Год  | Сингл          | Чарт                   | Высшая позиция |
| ---- | -------------- | ---------------------- | -------------- |
| 1991 | «Highwire»     | Billboard Hot 100      | 57             |
| 1991 | «Highwire»     | Mainstream Rock Tracks | 1              |
| 1991 | «Highwire»     | Modern Rock Tracks     | 28             |
| 1991 | «Highwire»     | Hot 100 Airplay        | 70             |
| 1991 | «Highwire»     | UK Top 75 Singles      | 29             |
| 1991 | «Ruby Tuesday» | UK Top 75 Singles      | 59             |
| 1991 | «Sex Drive»    | Mainstream Rock Tracks | 40             |

## Сертификация
| Страна            | Сертификация | Продажи |
| Соединенные Штаты | Золотой      | 500,000 |
| Франция           | 2× Золотой   | 200,000 |
| Великобритания    | Серебряный   | 60,000  |
| Германия          | Золотой      | 100,000 |